# Jokosher
Jokosher és un editor d'àudio desenvolupat en programari lliure que permet l'edició d'àudio en un sistema multipista no lineal. El codi font es distribueix sota llicència GNU.
Està desenvolupat en Python i empra la interfície GTK+ i GStreamer com a back end d'àudio. Funciona sota sistemes operatius tan diversos com Linux, Windows i Solaris.